# Boue
Cet article possède des paronymes, voir Boué et Bouée.

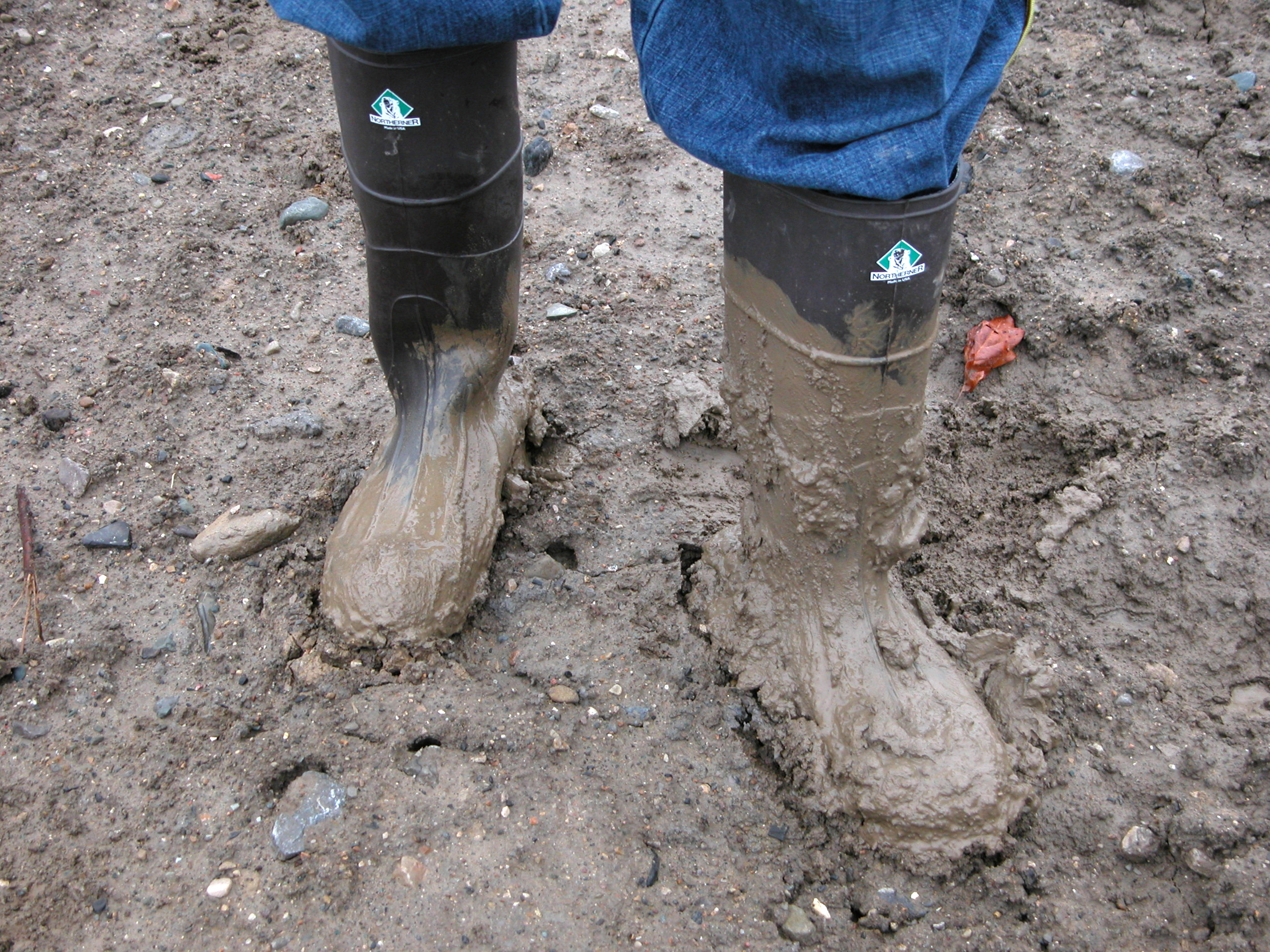
Personne marchant dans de la boue avec des bottes.

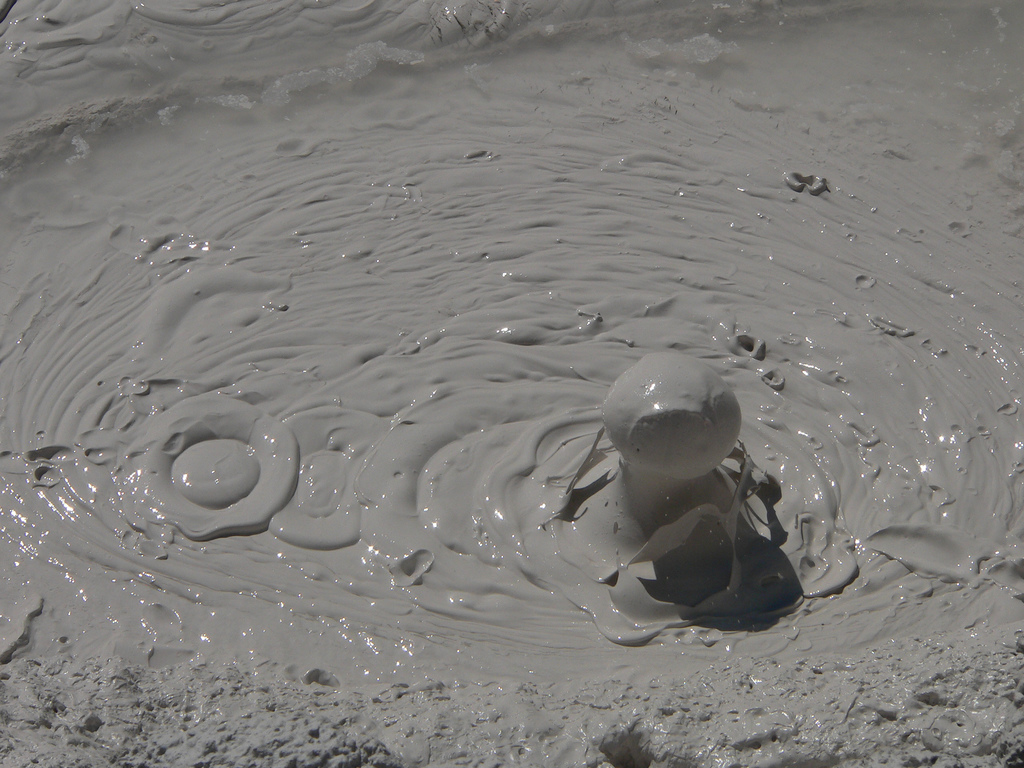
Une mare de boue au Yellowstone.

La boue est un mélange d'eau et de particules sédimentaires fines de limons et d'argiles. Les dépôts de boue anciens ou fossilisés se transforment en lutites par l'action du temps.
Quand une boue est riche en matière organique et qu'elle sédimente au fond de l'eau, elle consomme de l'oxygène et devient anoxique. Elle peut néanmoins être aérée par des vers ou animaux fouisseurs.

## Vocabulaire ancien et moderne
L'expression « boue », « boüe » ou « boûe » est associée au concept de fange, largement péjoratif qui évoque une condition basse et avilie,. C'est le matériau qui s'accumule dans les rues à une époque où la rue servait de décharge et d'égout à ciel ouvert. « Déchet » n'a pas encore la signification qu'on lui connaît, on parle de boue des rues. On dit « Payer les boues et lanternes » pour dire « Payer la taxe qui est imposée pour l'enlèvement des boues et pour l'entretien des lanternes ». Le métier de boueur apparaît, un charretier payé pour enlever les boues des rues dans un tombereau. Le travail qui consistait à débarrasser la chaussée de sa boue était aussi réalisé par les cantonniers, balayeurs ou par les habitants eux-mêmes. Le travail de vidange des latrines et des fosses était effectué par les vidangeurs. Une machine arrive à Paris vers 1860, appelée « balayeuse » ou « éboueuse », invention d'un certain Tailfer. Toutefois une street sweeping machine aurait précédé l'invention en Angleterre vers 1840. Les expressions « éboueur » ou « éboueuse » servent premièrement à nommer ces machines.
À Paris, les rues pavées étaient construites en forme de V, la partie la plus basse submergée de boue. Lorsque deux personnes se croisaient, la plus pauvre des deux devait s'écarter vers le centre, d'où l'expression « Tenir le haut du pavé », pour dire tenir une position sociale élevée.
La boue qui servait dans la construction mêlée de paille jouissait de la même réputation ; on disait proverbialement : « Une maison n'est faite que de boue et de crachat », pour dire faite avec de mauvais matériaux. Bourbe décrit la fange de la campagne, et aussi la boue qui s'accumule au fond des étangs et marais (bourbier).
« Les boues » par la magie du pluriel deviennent une sorte de limon qui se trouve près de certaines eaux minérales et qui, « imprégné des mêmes sels, participe aux mêmes propriétés ». Prendre les boues de Saint-Amand, de Barbotan : les médecins prescrivent les boues sous la forme de bain, pour combattre certaines affections rhumatismales, etc.. Une approche géologique des boues se fait probablement à partir du XIXe siècle.
Dans le langage courant en Europe, la boue est parfois appelée « gadoue » dont l'origine du nom viendrait de la ville de Wasquehal et qui était le nom qu'on donnait anciennement aux matières vidangées des fosses d'aisances,. Désormais ce mot désigne au Québec un mélange plus ou moins consistant de neige et d'eau couvrant le sol. Il peut être le résultat d'une chute mixte de pluie et de neige ou de la circulation des piétons et des véhicules après l'épandage de fondants. Dans ce dernier cas, il est mêlé de sel, de sable et de saletés. Radio-Canada a suggéré qu'on utilise à la place le terme « névasse ».
La boue est appelée « bouette » dans le langage courant au Québec.

## Géologie et pédologie

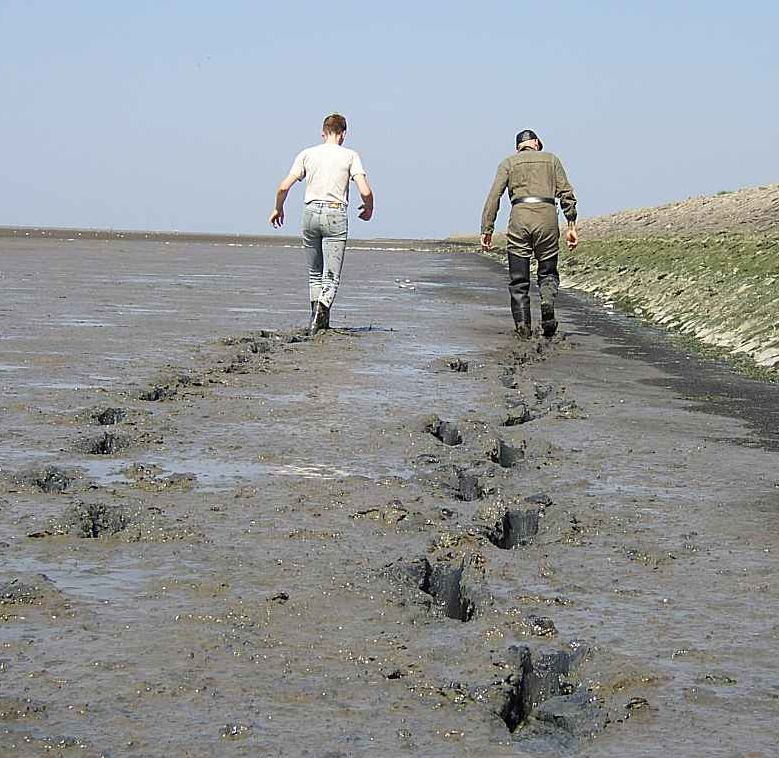
Slikke, du néerlandais pour boue. Vasière nue à marée basse.

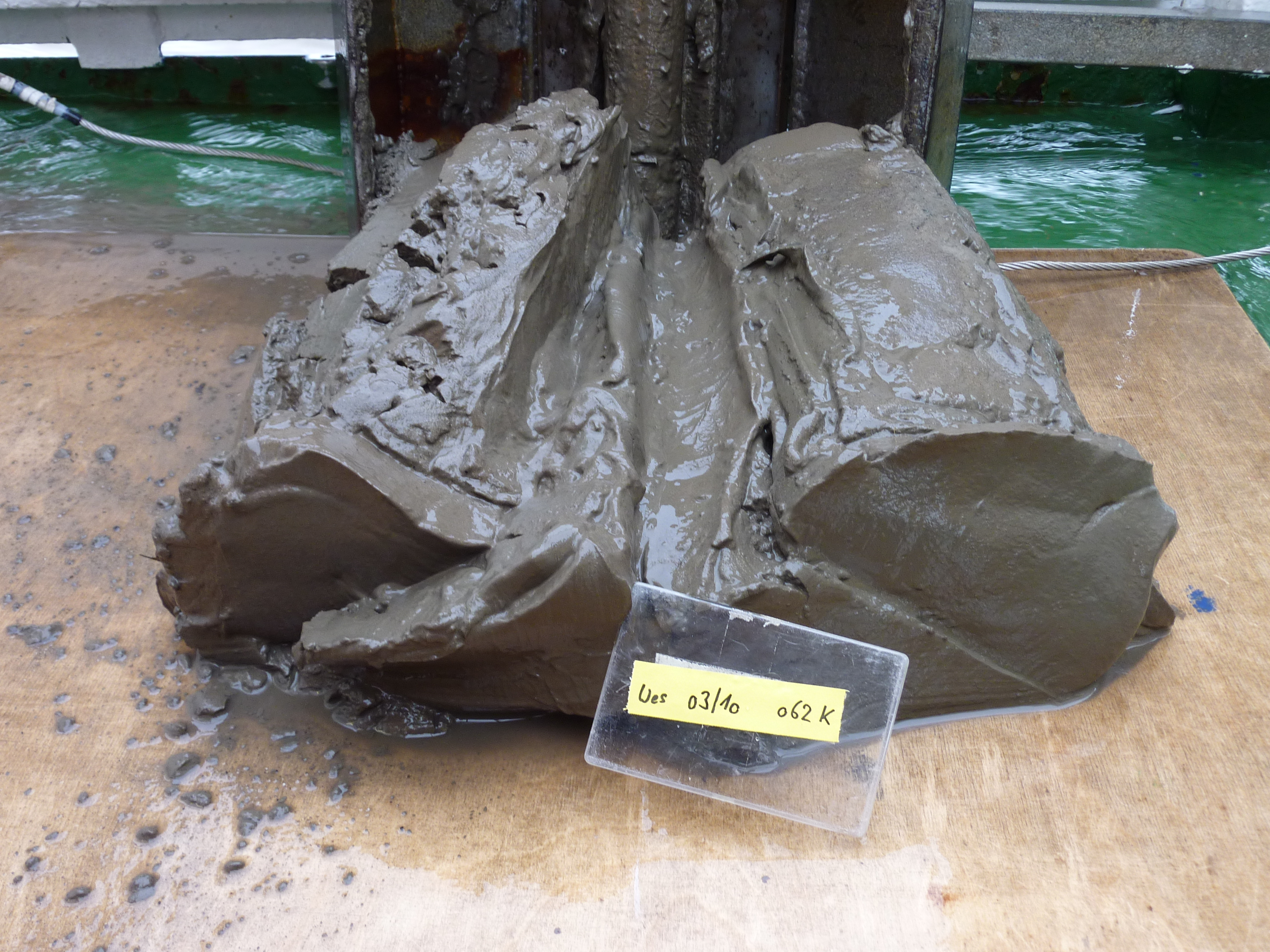
Échantillon de boue prélevé à l'aide d'un Grabber van Veen dans l'estuaire de la Weser.

En géologie et pédologie, « boue » désigne tout dépôt fin (grain plus petit ou égal 64 µm ; classe des lutites, gorgé d'eau et pouvant facilement s'écouler.
Le mot pélite, du grec pêlos, « boue », terme initié par Naumann en 1873, désignait originairement une roche finement détritique, argileuse, faisant pâte avec l'eau. Les termes pélite et lutite, du latin lutum, « boue », désignent désormais des roches sédimentaires détritiques à grain très fin ; lutite est réservé quelquefois pour les roches meubles et pélité est réservé pour les roches consolidées.
« Mud » (boue) en anglais a une signification géologique forte (par ailleurs, « boue » se traduit en anglais aussi par « sludge », « slush », « slime » ou « ooze »), qui décrit dans certaines échelles granulométriques, la taille la plus petite que peuvent avoir les particules géologiques. Véhiculées par le vent puis les rivières les boues vont sédimenter, jusque très loin dans les océans ; et compactées vont former les roches sédimentaires appelées mudrocks (et mudstone, termes largement passés dans le français à partir des années 1970), ce que l'on appelait de manière plus générique et imprécise, schistes argileux en français. Approximativement 60% des roches sédimentaires exposées à la surface de la Terre sont aujourd'hui des mudrocks. La boue (mud) représente à la fois la fin du cycle de l'érosion et du transport, et le début de la diagenèse (par enfouissement et transformation) de nouvelles roches,.

### Sédiments constitutifs du lit fluvial
La boue s'accumule sur le fond du canal des cours d'eau et prend le nom de vase.
La sédimentation dans les cours d'eau est fonction de la pente hydraulique, de la sinuosité, de la vélocité influencée par la friction et le nombre de tributaires, du débit, la forme du canal. Les cours d'eau là où ils déposent des sédiments ont des pentes hydrauliques relativement douces allant de 0,5° à 0,01°. Lorsque les rivières débordent, l'eau abandonne le lit et traverse la plaine inondable, la vitesse ralentit. Les cours d'eau laissent généralement des dépôts granuleux, même dans les systèmes sableux et argileux. Alluvionnement, aggradation, atterrissement, sont les expressions qui désignent le processus d'accumulation de matériel par les cours d'eau.
« Les sédiments accumulés au fond des cours d’eau constituent un milieu dynamique où se produisent des changements biologiques, chimiques et physiques. Ils forment un milieu de rétention et de transformation des substances polluantes ». Les sédiments grossiers contribuent au bon fonctionnement des biocénoses aquatiques et terrestres. L'accumulation de sédiments fins dans les lits à sédiments grossiers peut cependant avoir un impact écologique important.
La sédimentation et l’envasement sont des processus naturels faisant partie de la dynamique des cours d’eau, mais amplifiés par les activités anthropiques. L'envasement des cours d'eau provient de phénomènes naturels tels que l'érosion, le ruissellement, l'effondrement des berges ; mais aussi des rejets urbains, industriels et agricoles: systèmes d'épuration inefficaces, érosion des sols dans un contexte d'agriculture intensive, ruissellement urbain, les sédiments sont aussi pollués par des éléments-trace métallique (zinc, plomb, nickel, cadmium, chrome, cuivre voire mercure et autres métaux lourds). Certaines rivières doivent être curées, et les boues récupérées, appelées boues de curage, ne peuvent plus être épandues comme cela s'est toujours fait de peur de contaminer les sols.
La boue du fond des rivières peut être remise en suspension lors d'évènements naturels ponctuels comme un orage, ou par les activités de curage. Ce qui a pour résultat d’accroitre la turbidité des eaux.

### Sédiments d'estuaire

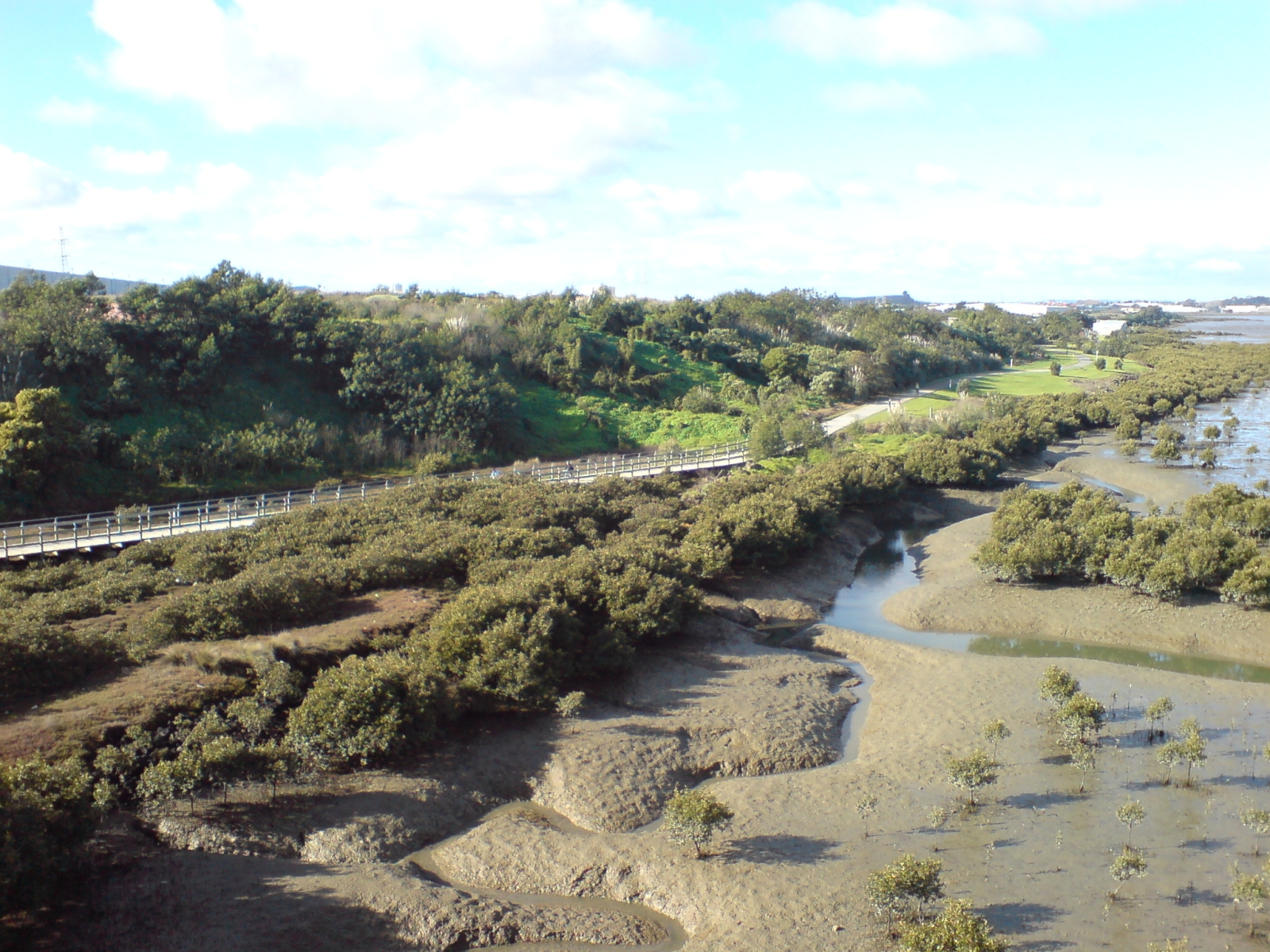
Vasière et piste cyclable de Waikaraka à Onehunga, Nouvelle-Zélande.

La plupart des sédiments transportés par les rivières sont piégés à l'intérieur de l'estuaire sous forme de boue. La phase sédimentaire dans les rivières est de caractère colloïdal et les particules dispersées dans l'eau ont des vitesses de chute quasi-nulles. En présence de sels, une suspension colloïdale flocule, c’est-à-dire forme des flocons ou flocs, par attraction mutuelle (les forces de van der Waals dominent), susceptibles de sédimenter ; par ce mécanisme, les particules de petite taille en suspension dans les fleuves forment les vasières dans les estuaires. Le comportement rhéologique du complexe eau-sédiment en suspension est newtonien ; et plastique lorsque réduit à l’état de vase ou de boue. Les estuaires inférieurs et supérieurs sont sableux et/ou graveleux, le matériau bioclastique étant limité à la partie inférieure. Les estuaires moyens, en revanche, sont constitués de sédiments vaseux ; ou boue fluide, constituée de particules inférieures à environ 8 μm (formée par des processus de floculation dans la zone de mélange entre l'eau salée et l'eau douce),. L'action des vagues est incapable d'éliminer les grandes quantités de sédiments à grains fins fournis par les rivières, ce qui fait que certaines côtes demeurent boueuses (bouchon vaseux).

Les processus de sédimentation dans les vasières incluent aussi la biodégradation due à la production de boulettes fécales et pseudofeces.

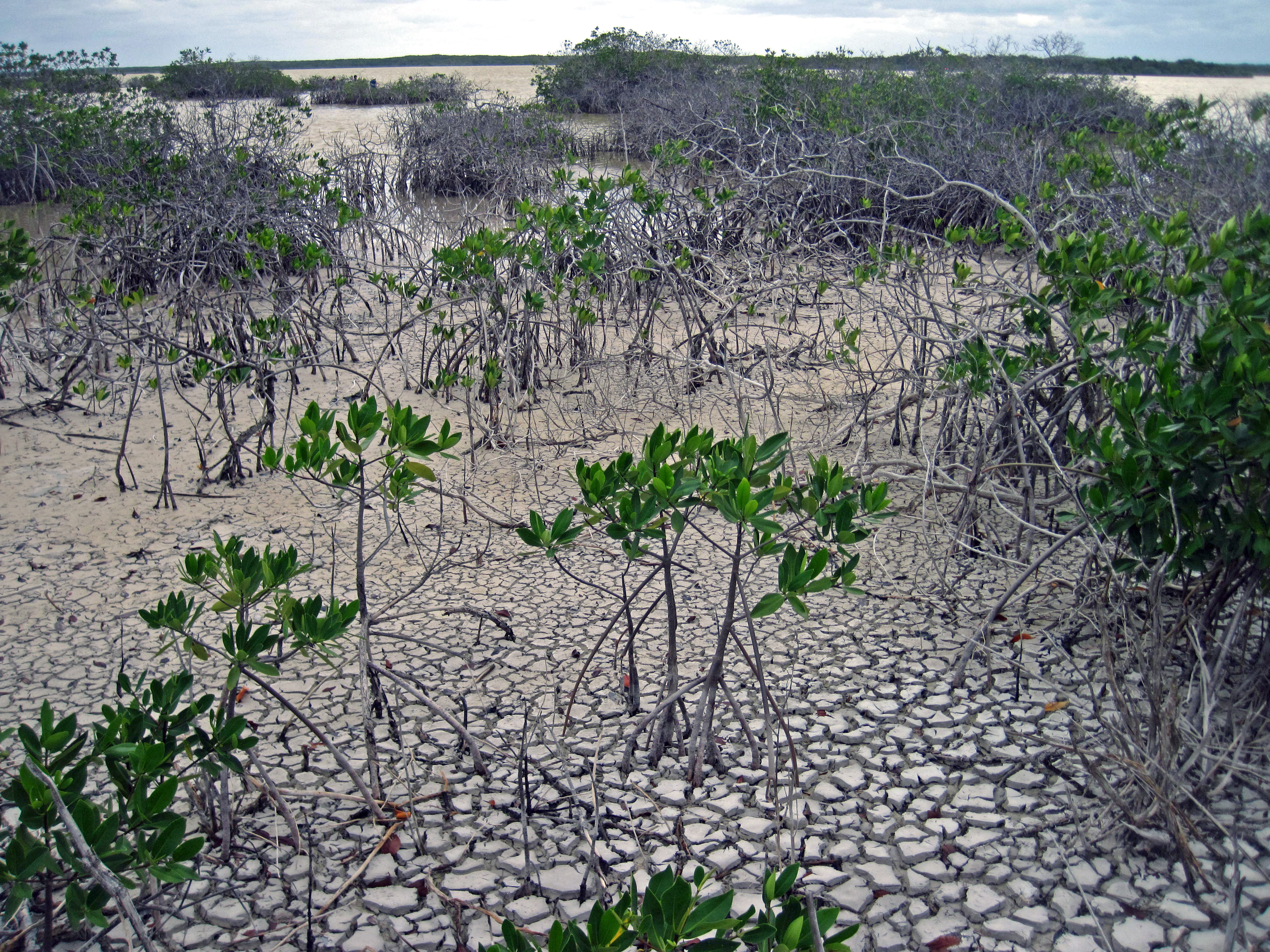
Mudcracks le long de la rive ouest du lac Storr, à l'est de l'île de San Salvador, à l'est des Bahamas.

Les vasières supratidales sont rarement inondées par les marées. Cela laisse le temps aux sédiments de sécher et de développer des fentes de dessiccation profondes. Les fentes de dessiccation fossiles peuvent être utilisées pour déterminer l'orientation verticale d'échantillons de roche altérés par pliage ou faille.
Certaines boues d'estuaire sont polluées par les activités humaines de diverses manières : apports de fertilisants agricoles, apports de nutriments et de matière organique, induits par la dégradation et l'érosion croissante des sols agricoles, ou déboisés. Ces apports qui modifient la DCO et la DBO, conduisent à une hypoxie, puis une anoxie, et un effondrement écologique (des zones mortes comme la Baltique). On constate aussi la présence d'éléments-traces métalliques et autres métaux lourds (Pb, Zn, Cd, As, Se) issus notamment de processus industriels anciens.

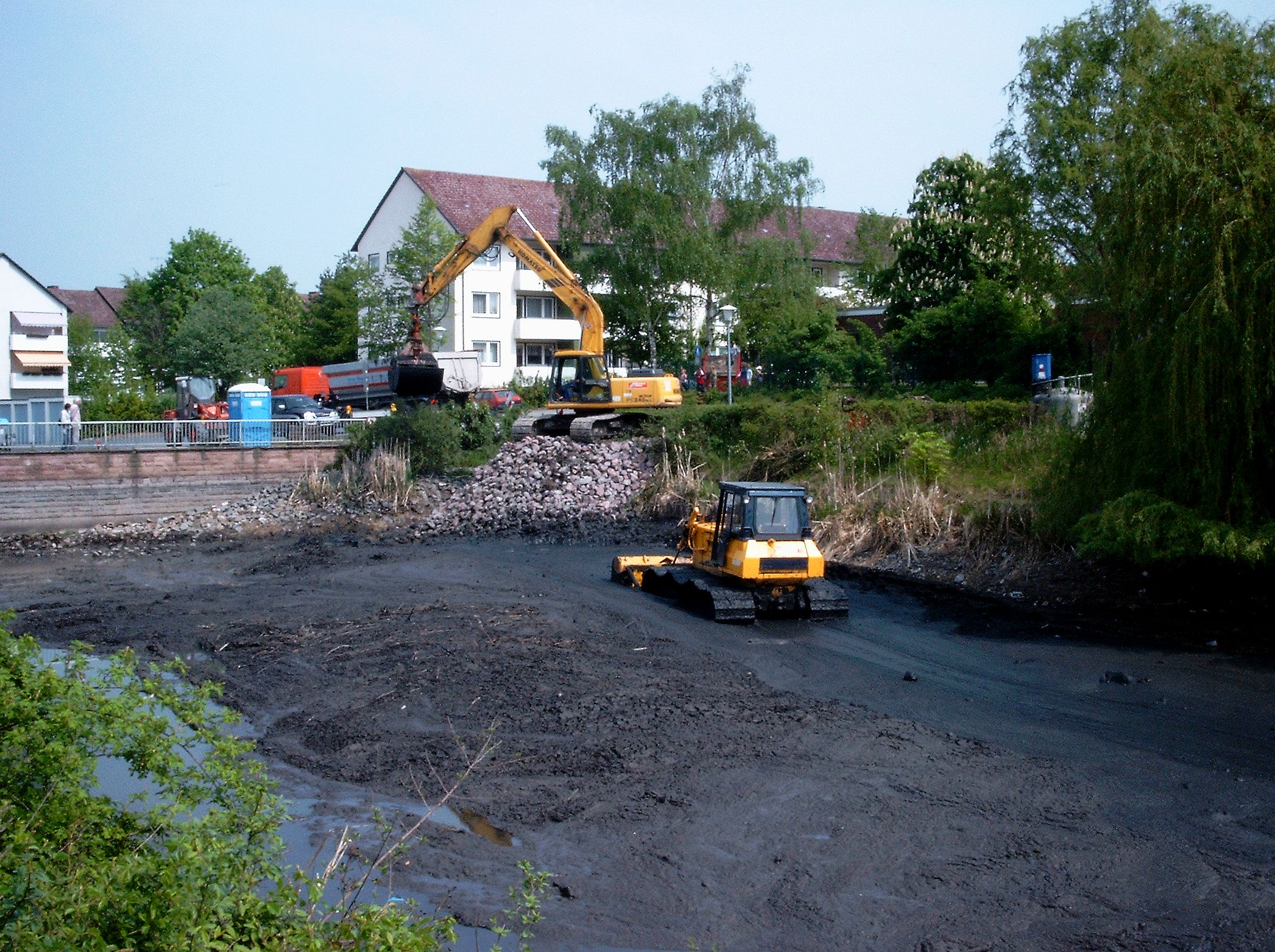
Curage du Lönsteich à Wolfsburg-Fallersleben (Basse-Saxe). Couleur noire due au sulfure de fer(II).

Dans les marais, une couleur noire des sédiments et un dégazage (azote gazeux, sulfure d'hydrogène, méthane) indiquent une forte charge organique associée à un déficit d'oxygène. La méthanogenèse est omniprésente dans des environnements comprenant des sédiments d'eau douce et marins, lorsque des conditions anoxiques strictes sont constituées. En environnement hypoxique d'autre-part, les bactéries sulfato-réductrices vont dégrader la matière organique en l'oxydant à l'aide des sulfates dissous dans l'eau, et libérer du sulfure d'hydrogène responsable des odeurs sulfureuses d’œuf pourri des marais salants et des vasières (gaz des marais). Le sulfure d'hydrogène va réagir avec les ions métalliques dissous pour produire des sulfures métalliques insolubles, tels que le sulfure de fer(II), qui va conférer sa couleur brun ou noir à certaines boues.

### Paléoichnologie
Les vasières modernes sont intensément bioturbées, communément par les polychètes, les gastéropodes et les bivalves. Cependant, un contraste lithologique limité empêche généralement la visualisation et la préservation des structures biogénique. En conséquence, les traces de fossiles discrets sont relativement rares et une texture marbrée indistincte est généralement observée à la place, localement accompagnée de terriers de polychètes et de crustacés plus distincts.

### Sédiments pélagiques
On désigne aussi sous le terme de boue les dépôts des bassins océaniques, dans lesquels les argiles sont toujours abondantes, en les distinguant selon leur nature : boues calcaires, à globigérines ; boues siliceuses, à radiolaires, à diatomées appelées aussi terre à diatomées ; « boues rouges des grands fonds » (85 % d'argile, 0 à 5 % de calcaire, 2 à 3 % de silice, poussières volcaniques, granules métalliques de fer, manganèse, etc.) ; leur taux de sédimentation est en moyenne de 1 mm par 1 000 ans. Les sédiments marins constitué de boues à squelettes siliceux ou carbonatés (certains appelés ooze en anglais) sans apport des zones continentales sont appelés « sédiments pélagiques (en) ».

### Phénomène paravolcanique

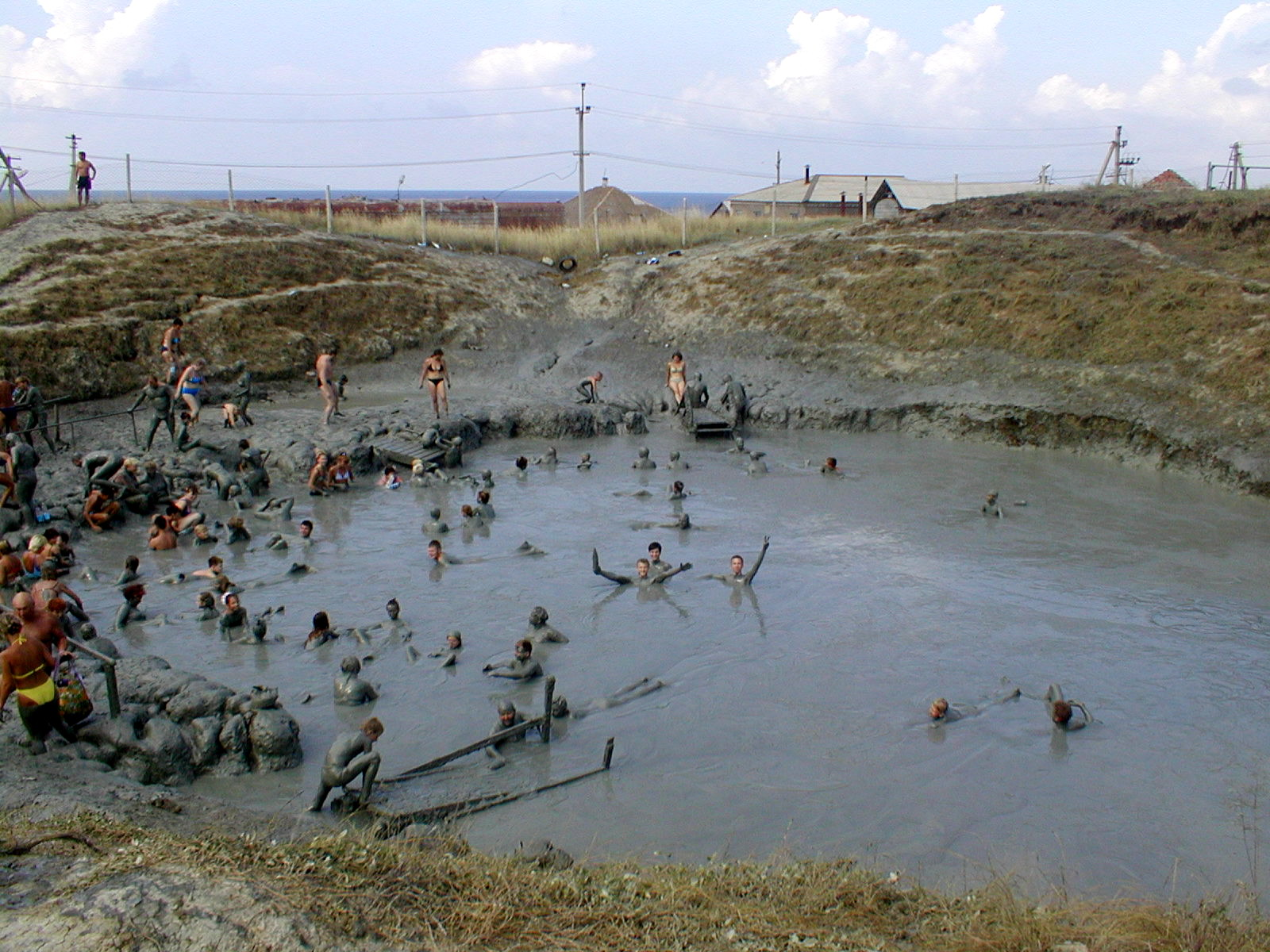
Volcan de boue près de Goloubitskaïa, Russie.

La boue peut être l'expression du volcanisme (un phénomène paravolcanique) dans les volcans de boue ou les mares de boue.

## Habitat

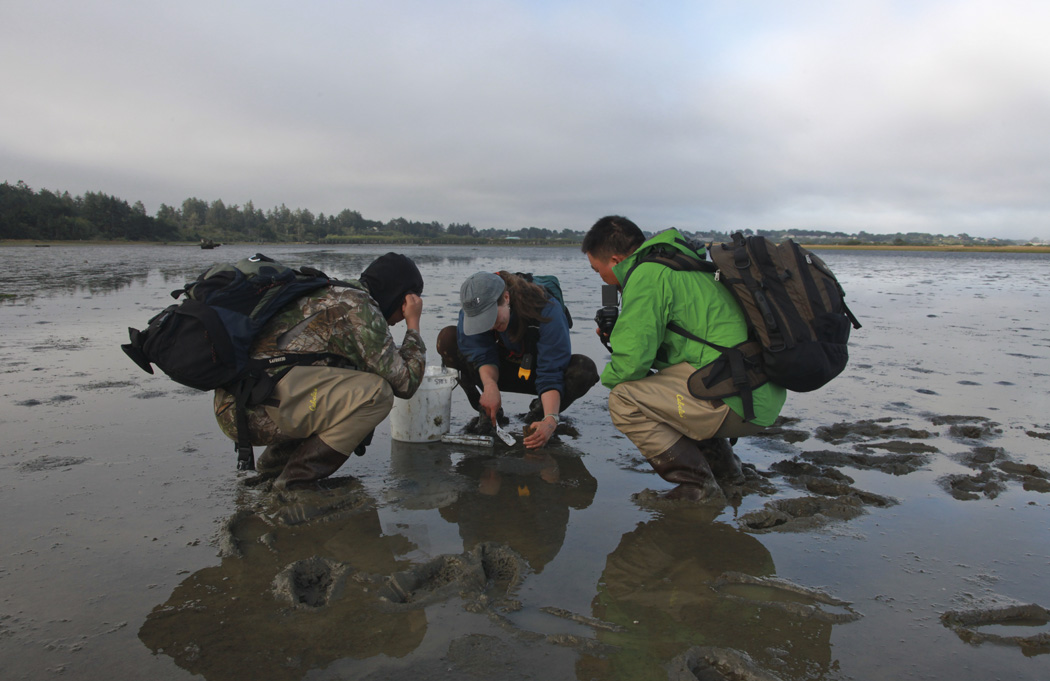
Prélèvement dans l'estuaire de la Coquille, le.

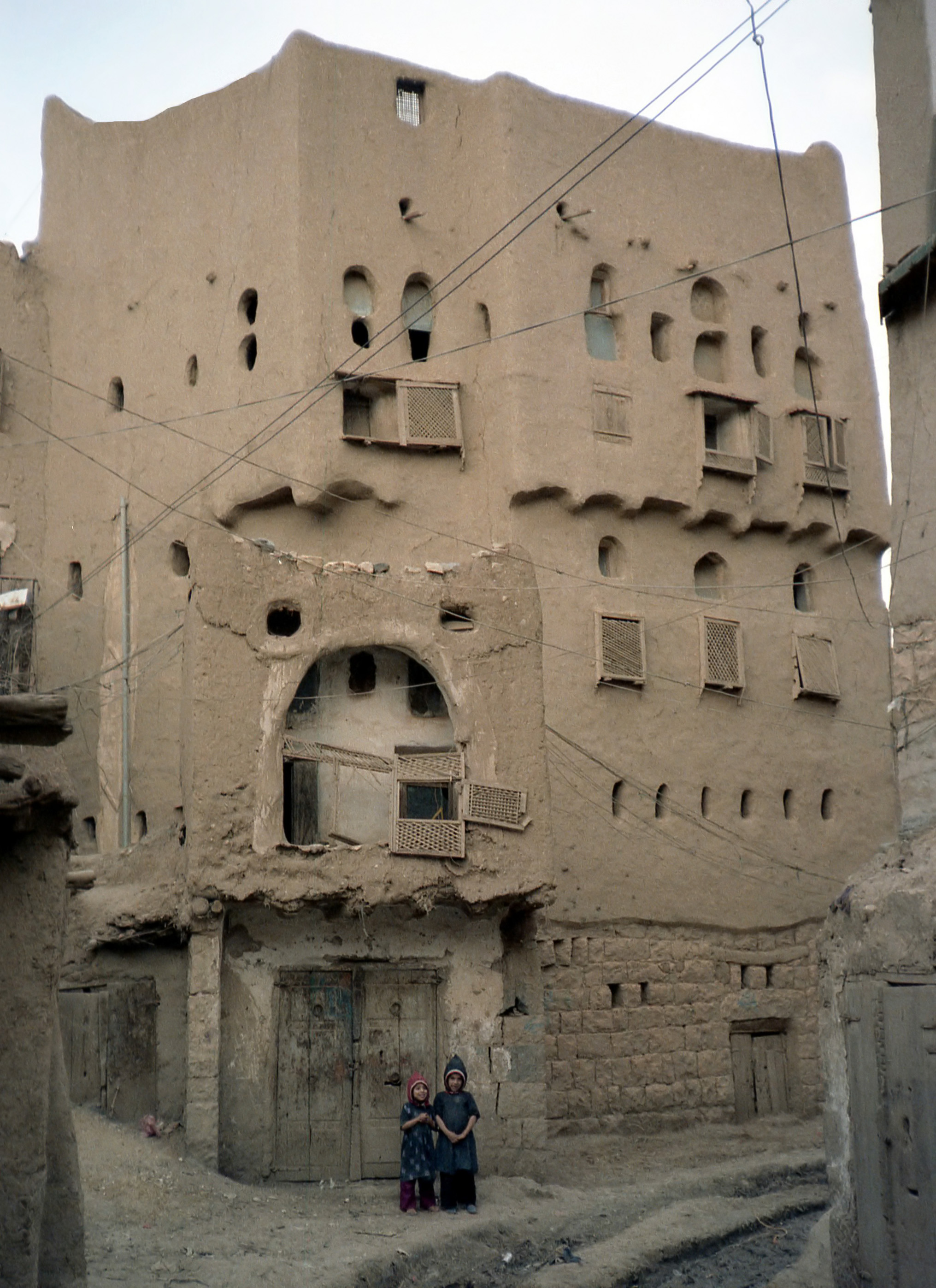
Une habitation bâtie partiellement en boue, à Amran, au Yémen (1986).

Les boues sont l'habitat de vers, grenouilles, serpents, palourdes, écrevisses, etc.
Les sédiments accumulés dans les zones estuariennes forme le marais maritime, assemblage d'écosystèmes variés (schorre, slikke, mangrove, etc.) où s'épanouissent reptiles, mammifères, oiseaux de rivage et amphibiens qui utilisent le marais ou la mangrove comme nurserie et aire d'alimentation ; le marais reçoit les oiseaux migrateurs ; crabes, crevettes, mollusques s'y épanouissent ; ainsi qu'une végétation plantes herbacées, dans les mangroves, les palétuviers.
Les vasières sont menacées par l'élévation prévue du niveau de la mer, le développement foncier, le dragage à des fins de navigation et la pollution chimique.
Les êtres humains se sont servis (et se servent encore) de boue séchée dans les constructions bien qu'on préfère les mots de bauge ou terre crue.

### Éthologie

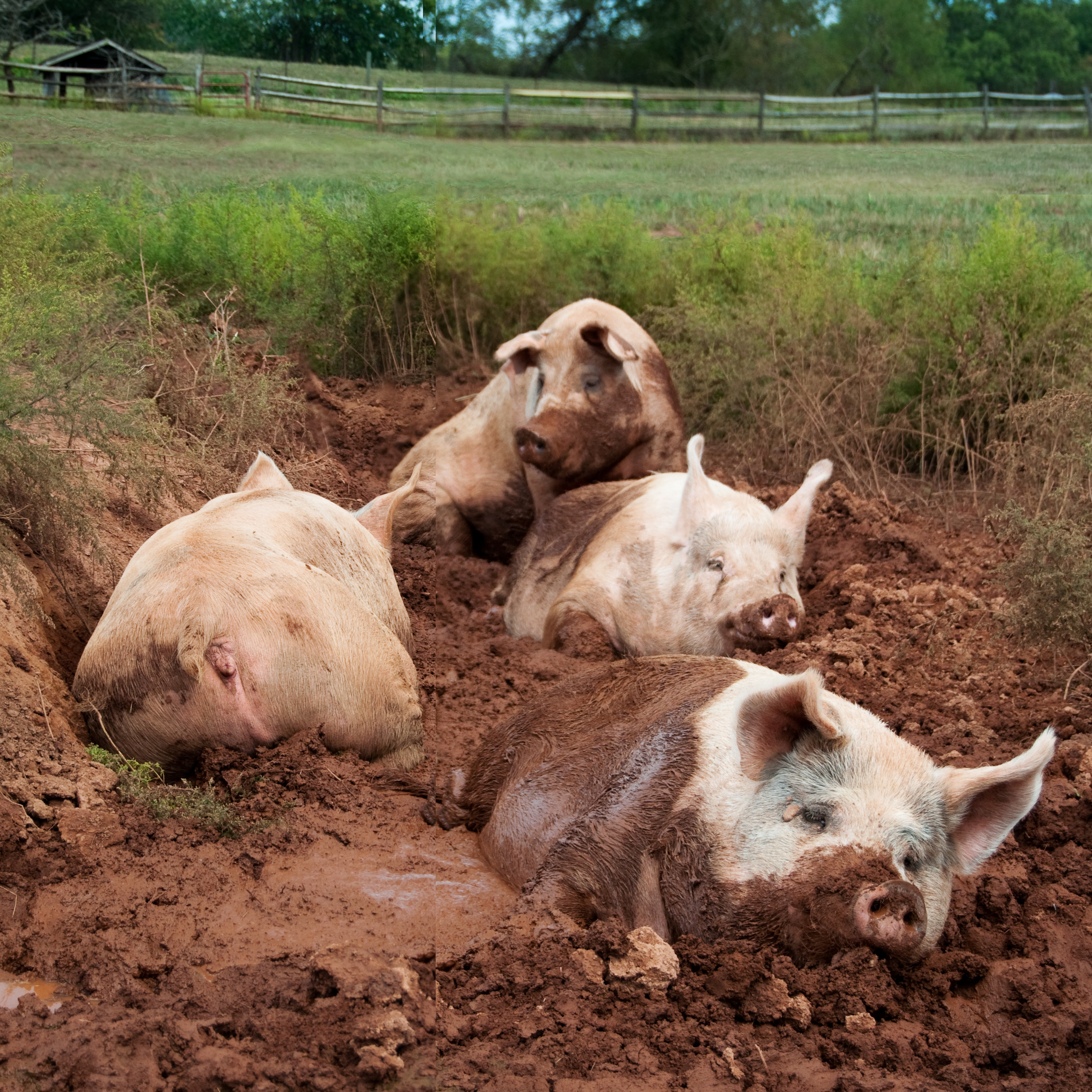
American Yorkshire se vautrant dans la boue.

Se vautrer est en éthologie est un comportement commun chez quelques espèces comme le porc ou le sanglier ce que l'on pourrait appeler « vautrement », mais que l'on préfère appeler selon l'expression anglaise wallowing. Les porcs dépendent dans une large mesure de la thermorégulation comportementale : ils se vautrent dans la boue quand il fait chaud, et se blottissent quand il fait froid. Les rhinocéros et les éléphants pareillement se servent de la boue pour réguler leur température et se protéger des rayons du soleil. Se vautrer dans la boue permet chez certaines espèces de se débarrasser de certains ectoparasites. Au-delà de la protection contre les insectes piqueurs que la boue confère à leur derrière presque nu, pour les bisons, se vautrer est avant tout un rituel social mâle-mâle.

## Propriétés
La boue ou les boues apparaissent de prime abord comme un matériau plastique, visqueux et collant.
On peut évaluer la nature collante de la boue en serrant une petite quantité de terre humide entre le pouce et l'index et regarder si elle colle aux doigts. La boue sera dite « très collante », si elle adhère fermement au pouce et à l'index et s'étire lorsque les doigts sont écartés.
Une quantité de boue ou de sol sera dit plastique s'il peut être formée en boudin (test du boudin) qui ne peut être cassé facilement et, lorsque cassé, peut être roulé entre les mains et reformé plusieurs fois.
La viscosité d'une boue (en anglais : mud viscosity) est la propriété d'un fluide chargé de boue de résister à l'écoulement, dû au frottement interne et aux effets combinés d'adhérence et de cohésion. La rhéologie de boues intéresse le génie pétrolier : les boues de forage ont plusieurs fonctions techniques essentielles dans la réussite d'un forage ; pour mesurer la viscosité des boues de forage, on emploie l'entonnoir de Marsh.
En mécanique des roches, en mécanique des sols, les sols à grains fins (silt,et argile), les boues apparaissent dans différents états de consistance — solide, plastique et liquide —pour lesquels les limites sont définies, en termes de limites d'Atterberg, fonction de la teneur en humidité. Les deux limites associées à la plasticité du sol sont la limite liquide (LL) et la limite plastique (PL). Ceux-ci sont utilisés pour calculer l'indice de plasticité (PI = LL - PL), qui est la mesure de la sensibilité du sol aux changements de sa teneur en humidité. Ces limites ont été élaborées début XIXe siècle par Albert Atterberg, et depuis lors, ont été couramment utilisées dans la pratique pour déterminer la classification des sols, regrouper les sols en fonction de leur comportement et fournir une indication de leurs propriétés techniques potentielles,. L'enjeu est de taille pour ceux qui établissent des terrassements, ou construisent des routes, ponts, barrages et bâtiments. Les sols à grains fins, tels que les argiles et les limons, présentent des changements significatifs de comportement et de résistance en fonction de la teneur en eau. À des teneurs en eau supérieures à la limite de liquide (LL), les sols ne peuvent pas supporter une contrainte de cisaillement statique. À des teneurs en eau inférieures à LL mais supérieures à la PL, les sols se comportent comme s'ils étaient un plastique ou un solide de Bingham.
La liquéfaction des sols est à l'origine du phénomène de solifluxion et de mouvements en masse (argile sensible) dont les conséquences sont dramatiques (lahars, coulées de boue, laves torrentielles, etc.).

### Boue des routes

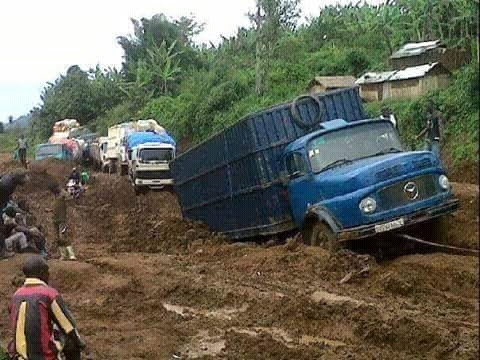
Route en Ouganda. Malgré de grands progrès vers des routes goudronnées, certaines en 2020 demeuraient périlleuses.

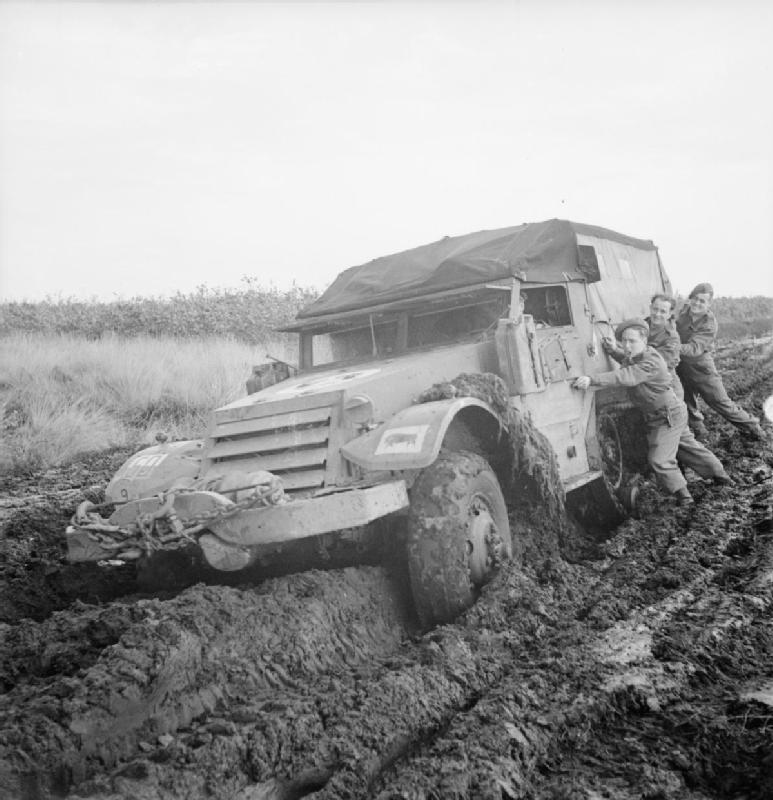
Cette autochenille de la 11e division blindée de l’armée de terre du Royaume-Uni, qui est pourtant supposée être un véhicule tout-terrain, est ici sévèrement embourbée en opération aux Pays-Bas, le 19 octobre 1944.

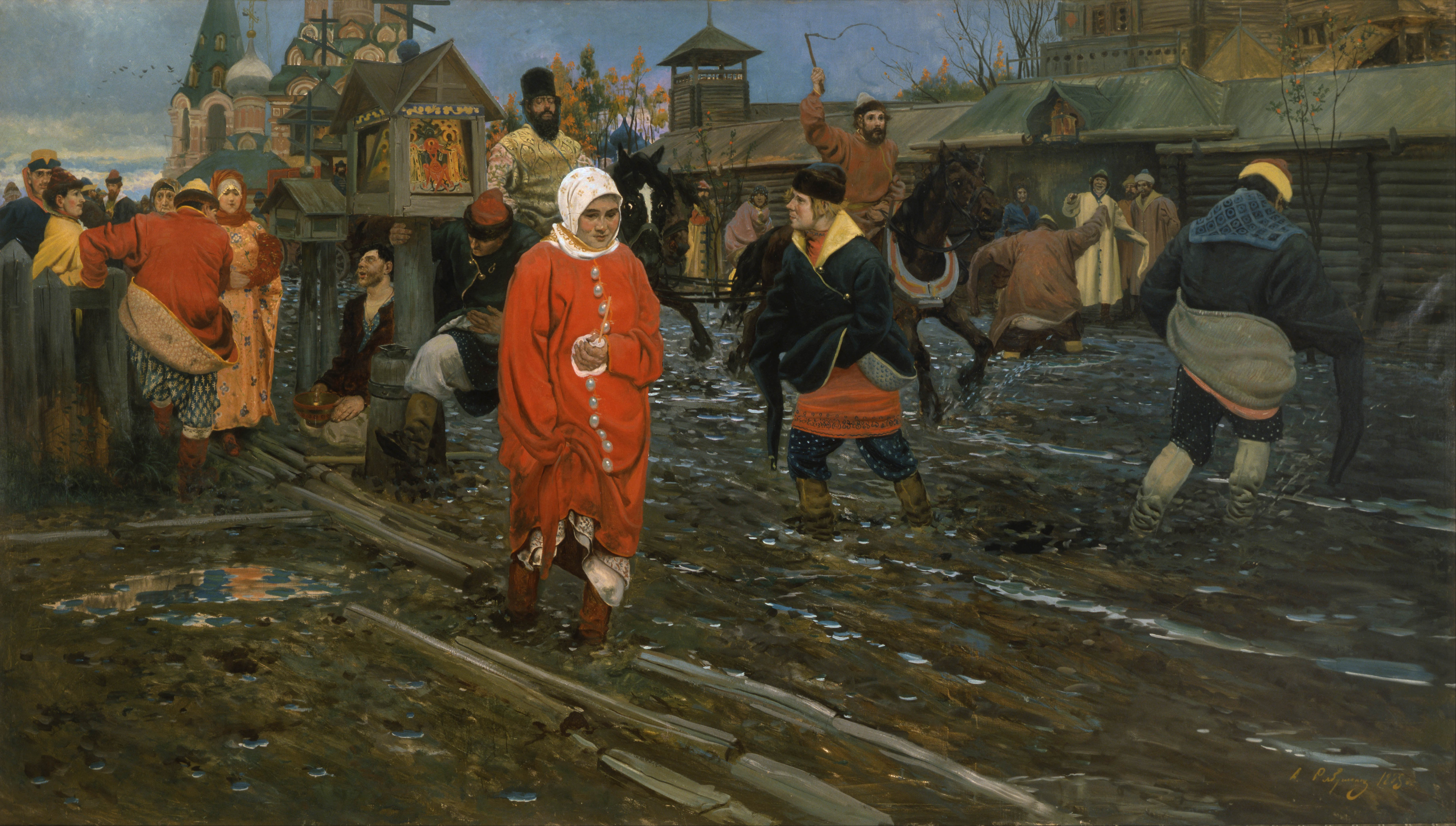
Andreï Riabouchkine, Rue de Moscou un jour de fête au XVIIe siècle.

Les sols boueux, particulièrement argileux sont connus pour leur faible portance. La consistance d'un sol décrit le degré de cohésion d'un sol, et la résistance de ses agrégats aux processus de déformation et de rupture. Lorsque le sol est sec, on l'évaluera pour sa résistance à se rompre ; si le sol est simplement humide par sa résistance à l'écrasement ; si le sol est mouillé, sa viscosité et sa plasticité. La cohérence du sol peut être estimée sur le terrain à l'aide des tests simples décrits plus hauts, ou peut être mesurée plus précisément en laboratoire,.
Des sols argileux peuvent poser des problèmes au trafic routier lorsqu'ils sont soumis à une forte humidité. Fonction de l'imperméabilité et de la porosité du sol, une partie de l'eau de pluie et de ruissellement s'y infiltre ; de l'eau en provenance de la nappe phréatique peut aussi remonter par capillarité. Celle-ci est parfois alimentée sous les routes par les fossés lorsqu'ils n'ont pas d'exutoire. L'action de remontée capillaire est renforcée par le phénomène de gel, le refroidissement du sol se fait d'abord en surface, puis, petit à petit, gagne en profondeur ; la partie gelée se comporte comme un sol sec qui attire l'eau libre du sol sous-jacent qui n'est pas encore gelé ; des lentilles de glace se forment dans les porosités : les premiers cristaux de glace formés se nourrissent et croissent indéfiniment jusqu'au dégel, ce qui gonfle le sol et détruit sa structure. Le dégel se fait dans le sens inverse : les couches superficielles plus riches en lentilles de glace dégèlent en premier et sont ensuite sursaturés en eau et les fines du sol sont amenées à l'état liquide. Selon sa teneur en eau, un sol passe de l'état solide, à l'état plastique puis à l'état liquide, de la manière décrite par Atterberg.
Anciennement les charrettes et calèches, chargées de six tonnes au maximum, donnaient lieu, de par le bandage métallique des roues, à des pressions unitaires très élevées, ce qui produisait des forces de cisaillement considérables, donnant rapidement lieu à des ornières. Les lourdes pièces d’artillerie dont on se servait pour faire la guerre, longtemps ne pourront se déplacer en dehors des routes principales, et les villes bastionnées deviendront l'enjeu des campagnes militaires. Vauban recommande d'employer toutes diversités de terrain à sa fortification, et notamment dans les marais, augmenter le marécage. Plus d'un siège a dû être postposé ou une bataille a été rendue impossible pour raison de terrains bourbeux et impraticables (Passchendaele en 1917 est notoirement connue pour la boue qui recouvrait le champ de bataille). Les contraintes imposées à la chaussée par les pneumatiques sur les chaussées modernes ne sont plus les mêmes et la boue mise en scène est devenue un défi pour les tout-terrains dans les courses de boue (en).
Le phénomène des routes boueuses prend une ampleur particulière en Russie, Ukraine et Biélorussie lors de la raspoutitsa (en russe : распу́тица, « saison des mauvaises routes »), la période de l'année durant laquelle, du fait de la fonte des neiges au printemps ou des pluies d'automne, une grande partie des terrains plats se transforment sous l'action de l'eau en mer de boue. Une route construite sur de tels sols argileux, plats et soumis à une forte humidité, est soumise à une instabilité, mais peut devenir stable au fil du temps, le tassement et l'affaissement du sol la rendant plus résistante à l'eau. Certaines tentatives pour la renforcer en profondeur peuvent s'avérer désastreuses, car l'excès d'eau peut alors retourner à la surface, ce qui inonde la route et crée des zones boueuses capables d'enliser les véhicules. La solution usuelle consiste à ajouter des couches de pierres écrasées au-dessus de la couche argileuse. Les particules de pierre s'interposent et distribuent le poids des véhicules sur une zone plus large.

## Boues techniques

### Boue de forage
Dans l'industrie pétrolière, le forage des puits emploie de la boue de forage, qui a de multiples utilités. Entre autres, elle lubrifie les dents du trépan au contact de la roche, réduisant son usure et sa température, elle permet de remonter les débris de roche vers la surface et elle équilibre la pression avec celle du gisement. Généralement à base d'eau et de bentonite, elle est l'un des éléments techniques du forage. Certaines boues sont à base d'huile plutôt que d'eau.
De nombreuses boues de forage (aussi le pétrole brut) sont connus pour être thixotropes. Sous une large gamme de pressions, de températures et de régimes d'écoulement, ils présentent des propriétés d'écoulement complexes inhabituelles lorsqu'ils s'écoulent à travers les puits.

### Boue et excavation
Dans la technique de paroi moulée, la stabilité de l'excavation est maintenue par l'utilisation d'un fluide de forage, généralement une suspension de bentonite. Il s'agit d'un mélange contrôlé qui va exercer une pression supérieure à la pression de la terre, et aux pressions hydrostatiques sur les côtés de l'excavation.

### Boue de dragage
Les matériaux de dragage ou boue de dragage sont les matériaux excavés dans les estuaires et plans d'eau au cours de l'entretien et de l'expansion des voies navigables. Le clapage est le rejet en mer des boues de dragage.

### Boue d'épuration
En termes d'assainissement, la boue est par rapport aux eaux usées, les « matières solides accumulées, après leur séparation, par des procédés naturels ou artificiels, des divers types d'eau qui les contiennent » (définition de l'ISO 6107-1:2004). « D'une manière générales les eaux usées entrant dans une station d’épuration prennent le nom de « boue ». Les boues passent par différents stades et prennent différents noms (boues primaires, boues secondaires, etc.) ».
La boue activée est l'« amas biologique (floc) formé, au cours du traitement d'une eau résiduaire, par la croissance de bactéries et d'autres micro-organismes en présence d'oxygène dissous » (définition de l'ISO 6107-1:2004). Le procédé dit « à boues activées » utilise l'épuration biologique dans le traitement des eaux usées. Les boues son maintenues en suspension et leur fournit l'oxygène nécessaire à la prolifération des microorganismes aérobies.
Les boues d’épuration sont le principal déchet produit par une station d'épuration à partir des effluents liquides. Ces sédiments résiduaires sont surtout constitués de matière organique (bactéries mortes) de matière organique animale, végétale et minérale humide. Ces boues contiennent aussi des métaux lourds et divers polluants, pathogènes, antibiotiques, etc. Les boues produites par les stations d'épuration sont considérées comme des déchets. Traditionnellement, la plupart de ces boues ont été recyclées par l'agriculture comme amendement du sol ou éliminées en mer. Cependant, depuis 1999, l'élimination des boues d'épuration en mer est interdite et il y a une pression croissante pour minimiser l'utilisation des boues en agriculture. Il faut dès lors leur trouver de nouveaux débouchés d'utilisation. Différents processus de réduction de production de boues (RPB) sont à l'étude. Les boues peuvent être méthanisées par digestion anaérobie, ou valorisées en tant que ressource minière.
Selon la proportion de matière organique contenue dans le solide, le comportement rhéologique des boues sera variable, de newtonien, à non newtonien.

## Aspects sociaux et culturels

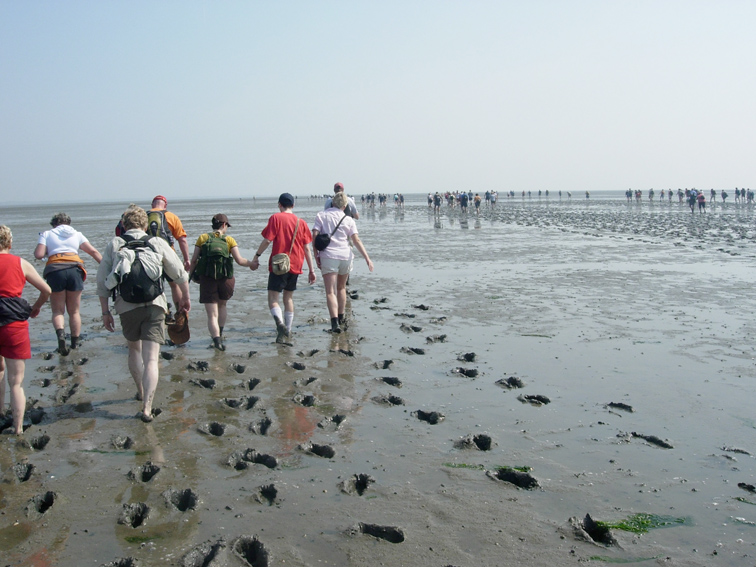
Randonnée dans les vasières en Frise orientale, Allemagne.

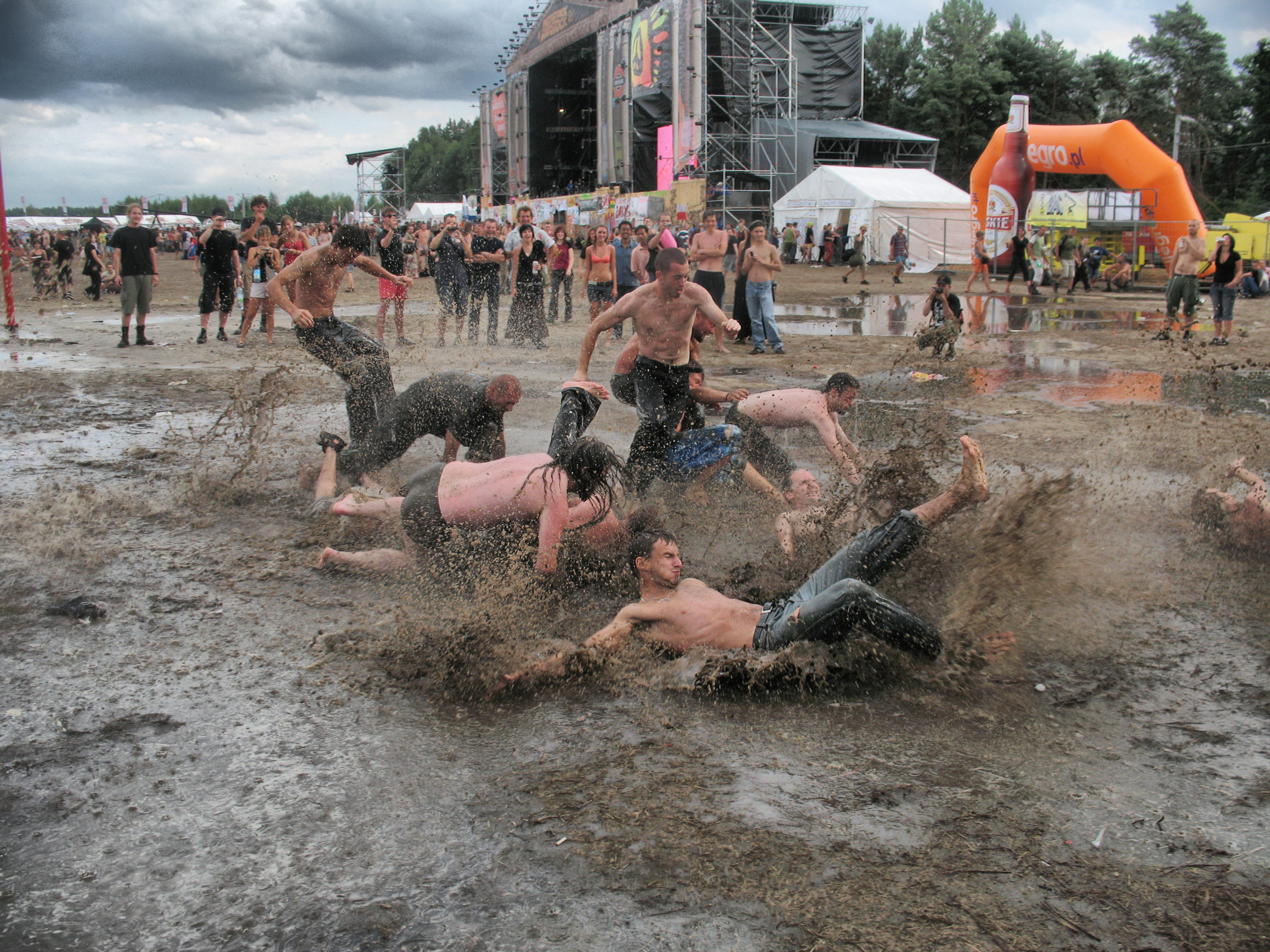
Bain de boue lors d'un festival.

Quelques sports se pratiquent dans la boue, probablement pour en accentuer la difficulté, tels la lutte dans la boue et le foot de boue.
Les bains de boue sont effectués pour le plaisir de la sensation ou pour des raisons médicales. L'application locale de boue thermale s'appelle illutation. Les boues thérapeutiques sont dites péloïdes. Les boues de Františkovy Lázně étaient réputées. On prenait les boues en Italie à La Bataglia, Bormio, Ischia, Recoaro, Vinadio, etc.
Des fêtes de la boue sont célébrées en Corée (Fête de la boue de Boryeong) et au Brésil. Des cérémonies traditionnelles sont attestées en Chine, au Japon, à Haïti et en Océanie.

## Au cinéma
La boue tient la vedette dans quelques films, par exemple dans Le Grand McLintock de Andrew McLaglen avec John Wayne en 1963.

## Dans les traditions bibliques et coraniques
La boue revêt différentes significations religieuses ; la guérison d'un aveugle-né, miracle de Jésus-Christ décrit dans l'Évangile selon Jean, se fait au moyen de boue. Le premier homme, Adam, est issu d'un phénomène géologique où intervient l'argile (tradition chrétienne) ou la boue (tradition musulmane). La création de l’homme, dans la sourate Al-Hijr est décrite de cette manière : « Nous créâmes l'homme d'une argile crissante (min-salsaaalim), d'une boue malléable (minhama-'im-masnuun),. » Lilith, dans différents textes du Midrashim, aurait été créée de boue quand Adam aurait été tiré du limon de la terre.